# Vehículo único

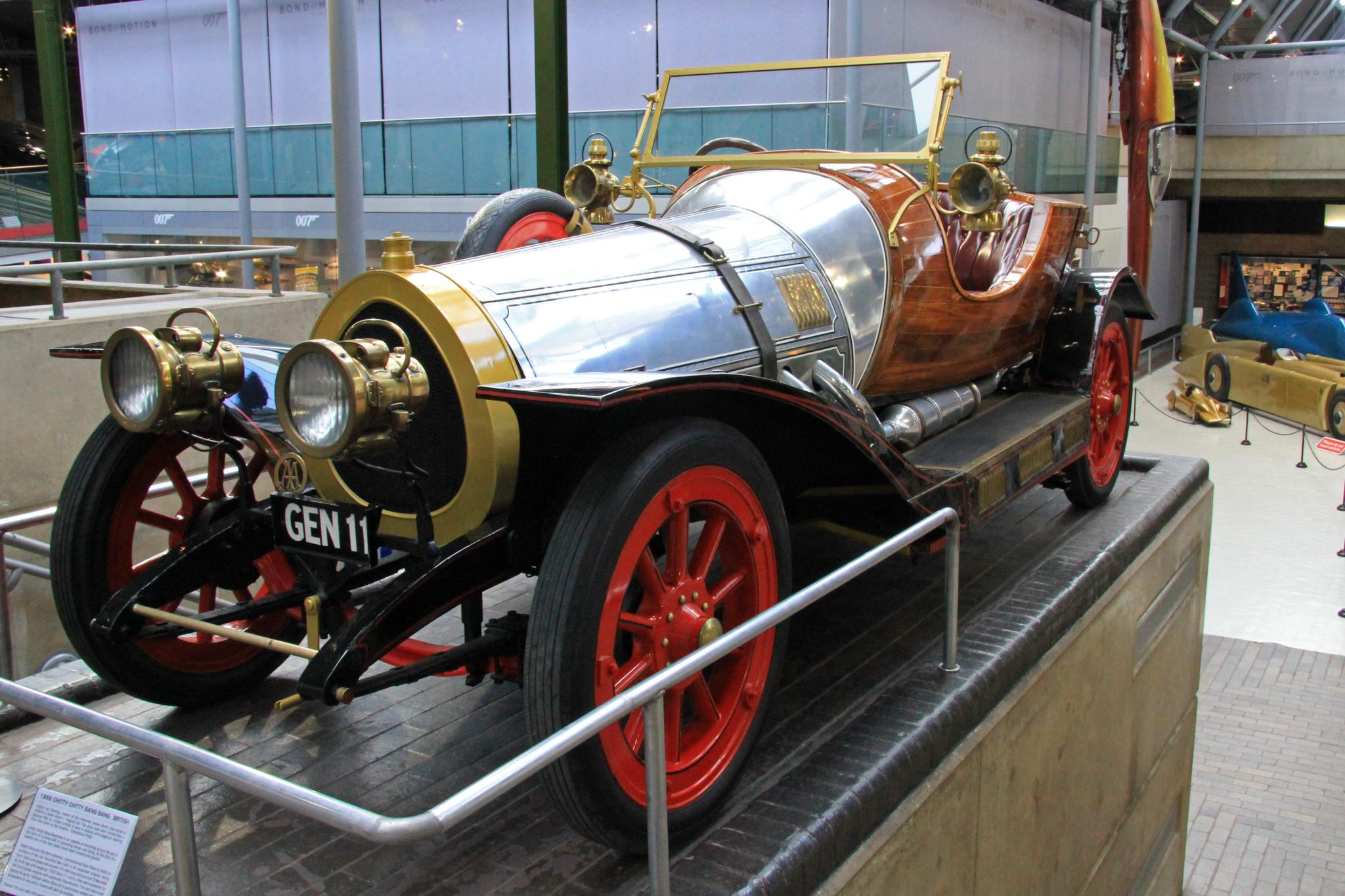
Coche del film Chitty Chitty Bang Bang

En el campo de los vehículos autorizados para circular, un vehículo único es aquel que solo fue fabricado una vez. La producción de vehículos únicos se reduce a un ejemplar en cada caso. Los casos más fáciles de analizar son los de los automóviles y motocicletas. Los automóviles únicos y las motocicletas únicas se suelen conservar y exhibir en museos. Los vehículos aeronáuticos, con notables excepciones, no se conservan tanto (por culpa de accidentes y desapariciones). Los vehículos navales presentan una multitud de modelos únicos. Un ejemplo no exclusivo podría ser el de los yates de vela y de motor.
Algunos casos de vehículos no legalizados pueden ser incluidos en este artículo si presentan características especialmente notables (motor, chasis, carrocería , etc).

## Automóviles
Antes de la fabricación en serie, los automóviles se construían artesanalmente. Primeramente todo el automóvil y, posteriormente, solo la carrocería sobre un chasis proporcionado por la fábrica. De esta época hay muchos ejemplares únicos. Muchos clientes se hacían hacer el automóvil a medida. De aquella multitud de automóviles únicos solo conviene exponer unos cuantos. Aquellos que, además de estar en un museo, presentan algunas características destacables.

### Alfa Romeo 40-60 HP Castagna

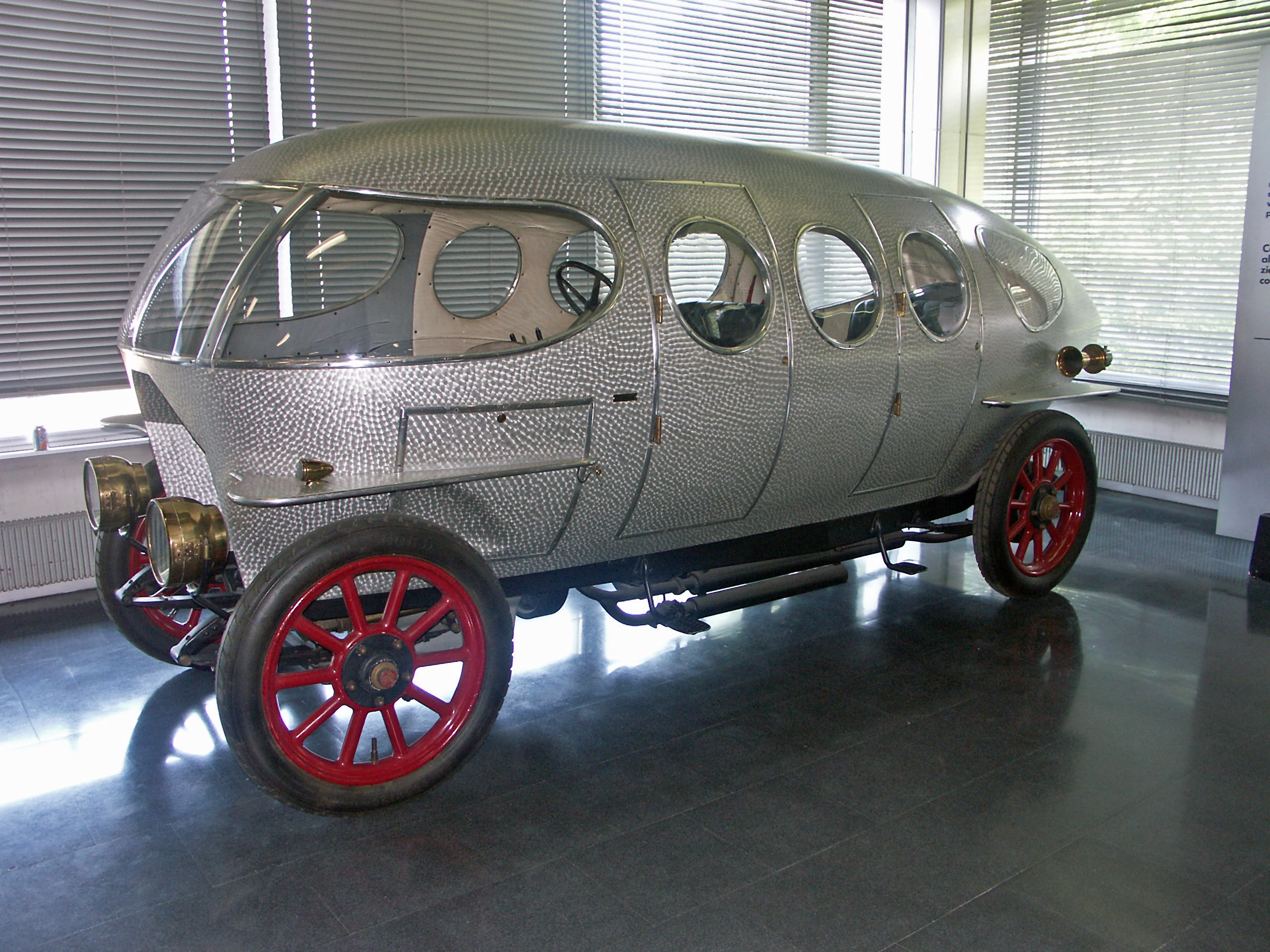
Prototipo ALFA 40-60 HP aerodinámica, carrocería Castagna, 1914.

La casa ALFA fabricaba un automóvil de calle designado 40/60. Proyectado por el ingeniero Giuseppe Merosi disponía de un motor de 4 cilindros en línea (de y árbol de levas en culata) y proporcionaba 70 CV (52 kW) con una velocidad máxima de 125 km/h. En la versión de competición la potencia alcanzaba los 73 CV (54 kW) y una velocidad de 137 km/h.
En 1914 el conde milanés Marco ricotta encargó una carrocería aerodinámica en la firma especializada Castagna que permitía la velocidad de 140 km/h. Este modelo único se llamaría oficialmente "aerodinamica" y popularmente "siluro ricotta".

### 1922:Automóviles de vapor "Doble"
A partir de 1922 los hermanos Doble construyeron los modelos de las series C, D, R y F. Prácticamente cada unidad era única, con cambios significativos en el chasis, la caldera, el motor y la carrocería.

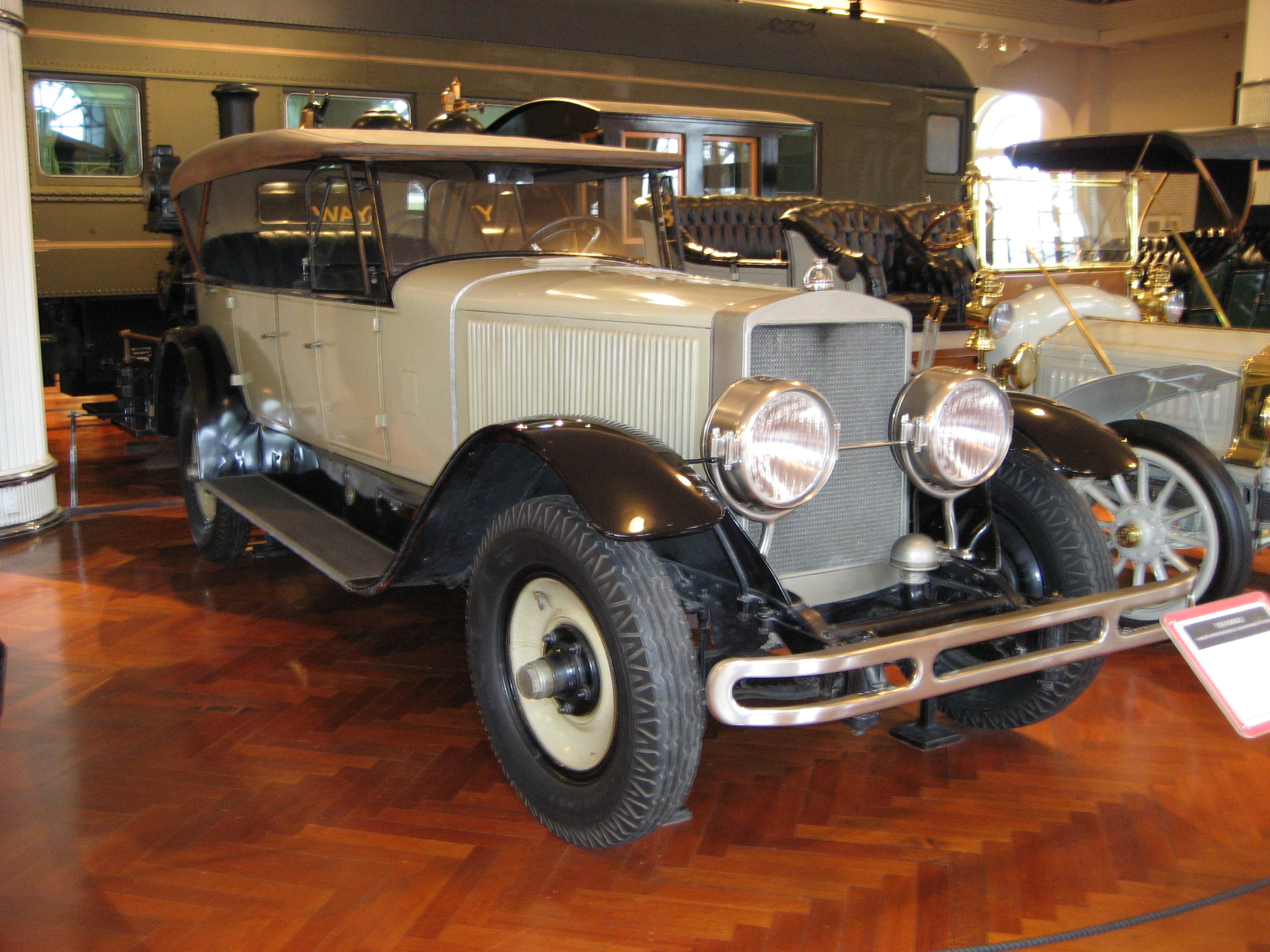
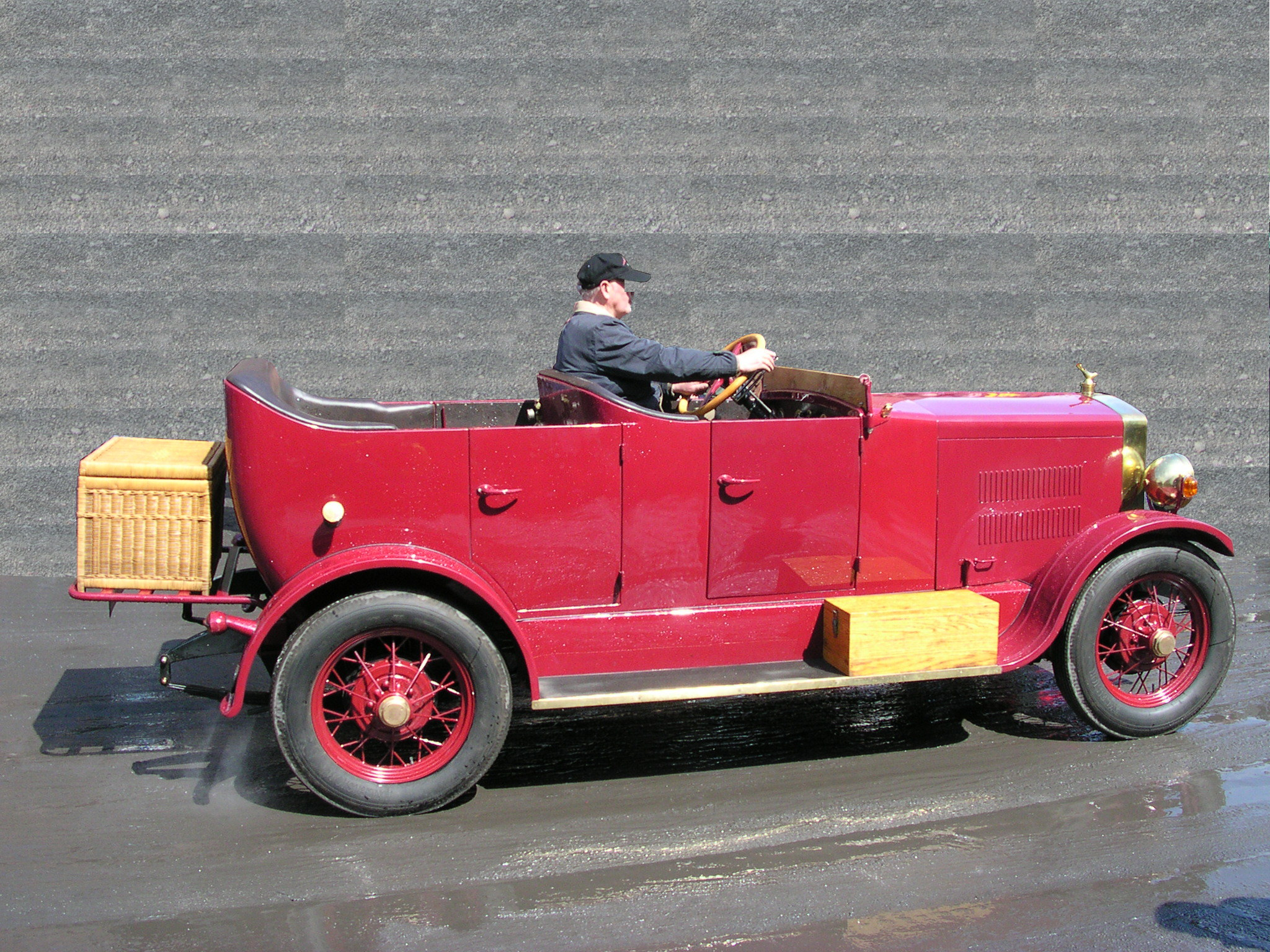

### 1924: Hispano-Suiza "Tulipwood"

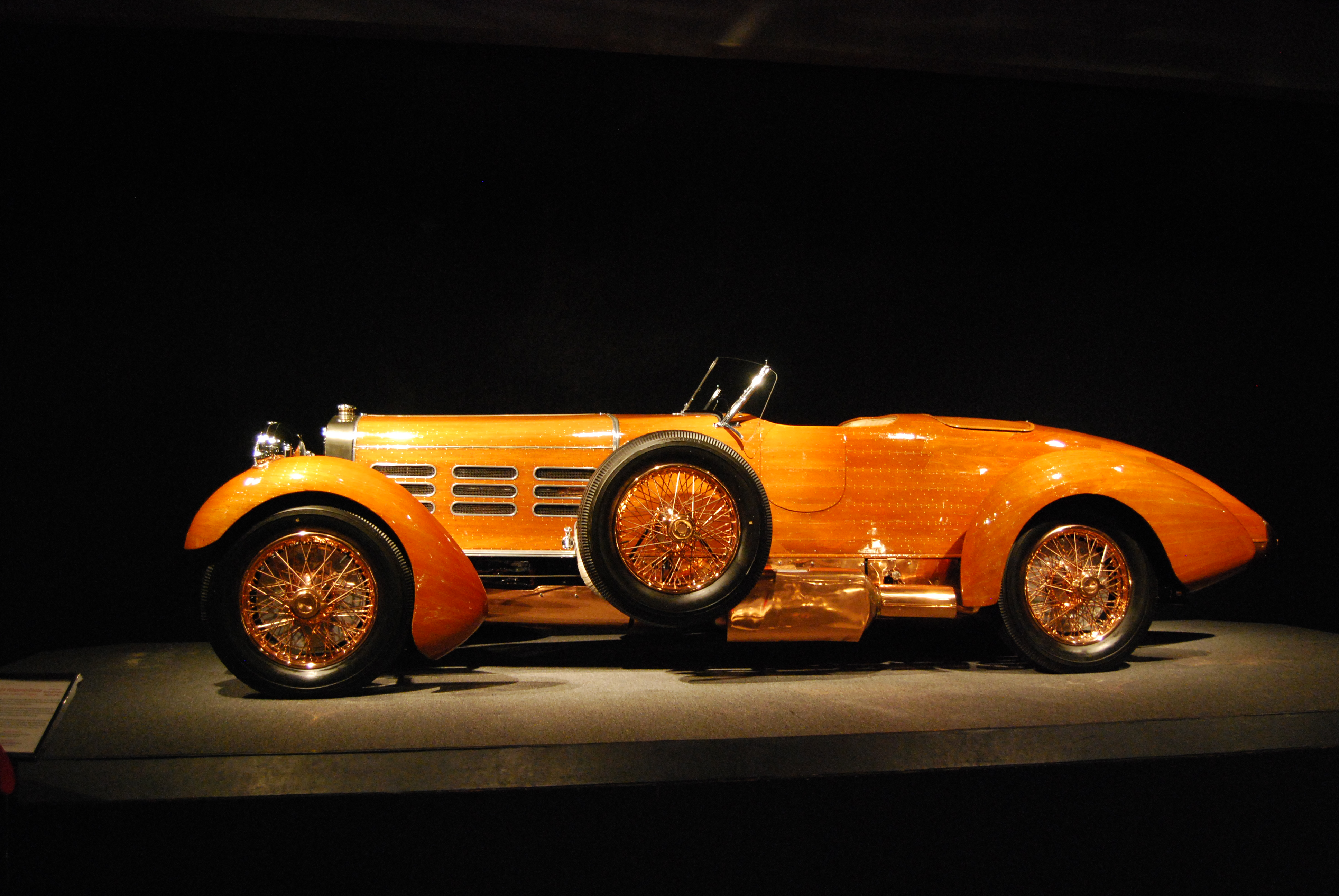
Hispano-Suiza H6B Nieuport Tulipwood Torpedo. Con carrocería de madera de tulipero de Virginia.

El extraordinario y muy acaudalado Dubonnet (limpio y heredero del fabricante de aperitivos Dubonnet) encargó un automóvil de competición a Hispano Suiza basado en el modelo Boulogne. La carrocería fue encargada a Nieuport, fabricante de aviones.
- Motor: 6 cilindros en línea, 8 litros, 200 CV
- chasis
- Carrocería: de tiras de madera de tulipero de Virginia clavadas con clavos de latón (algunos hablan de remaches) sobre cuadernas de madera. Hay dudas sobre algunos detalles técnicos. Hay fuentes que hablan de elementos estructurales de abeto. Otros autores indican una sub-carrocería de aluminio. El peso total sería de 78 kg.[5]

A pesar del aspecto lujoso se trataba de una máquina de carreras. Quedó sexto en la Targa Florio y quinto en la Copa Florio. 

### 1927: Bugatti Type 41 Royale

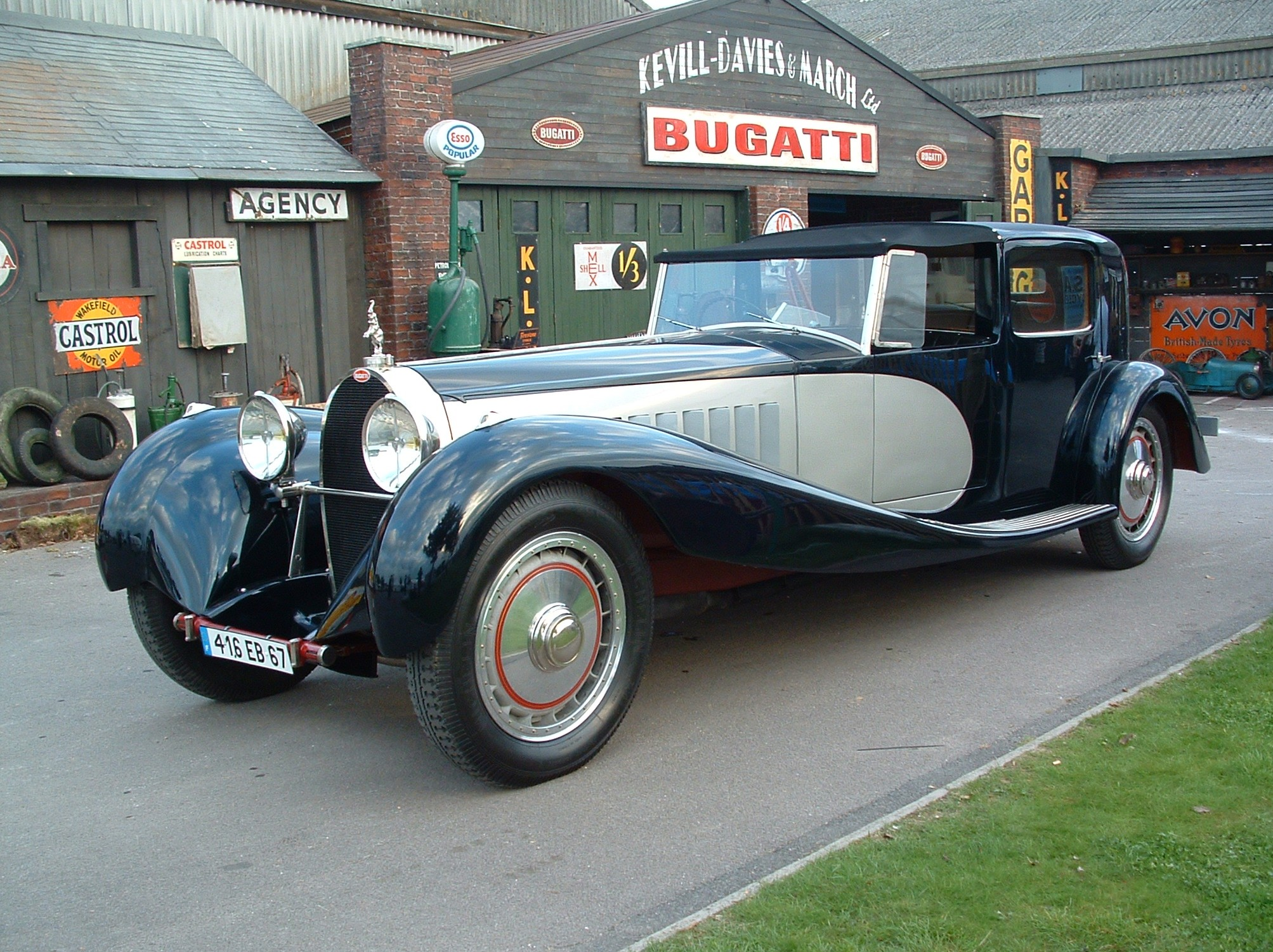
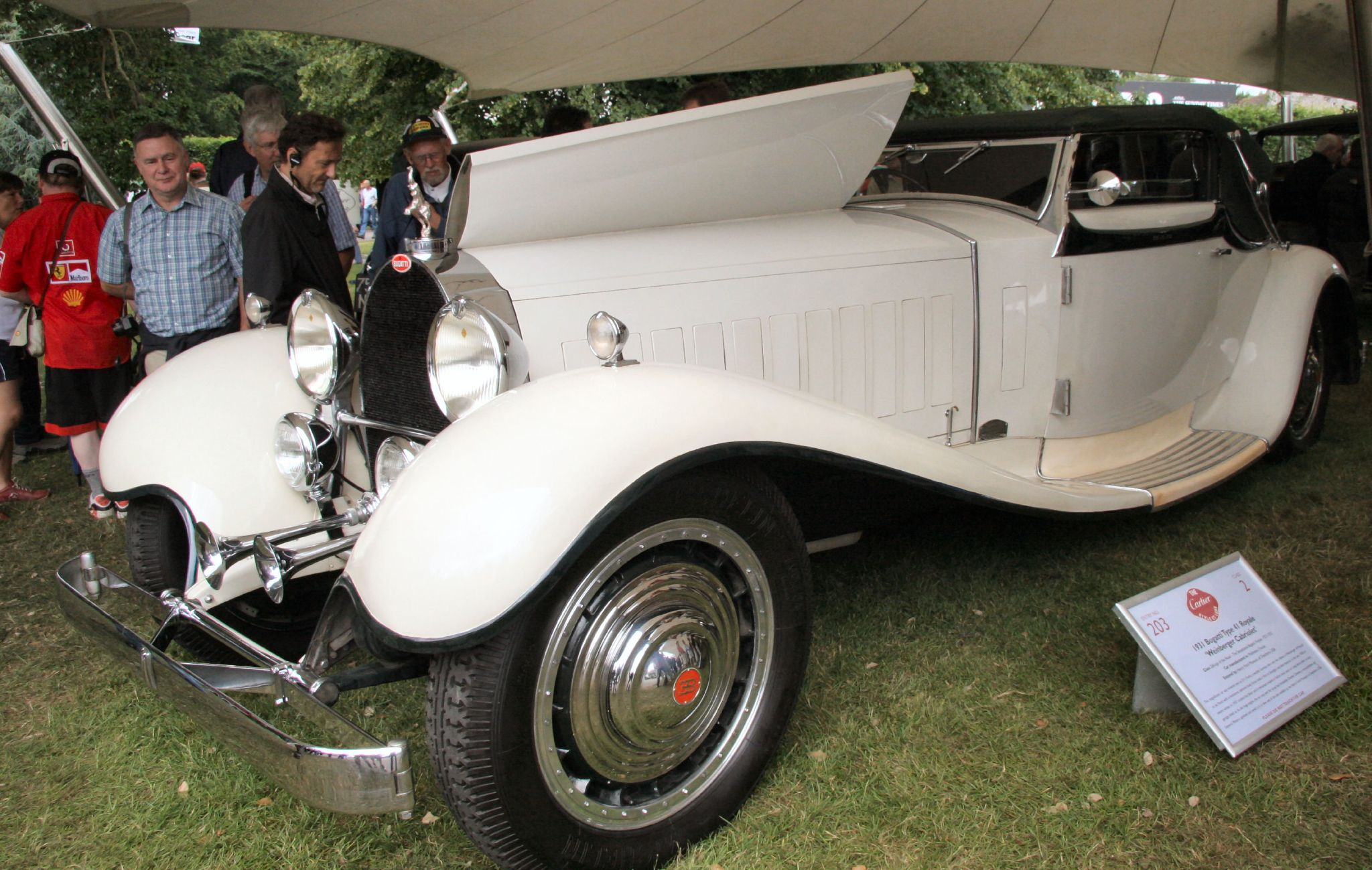
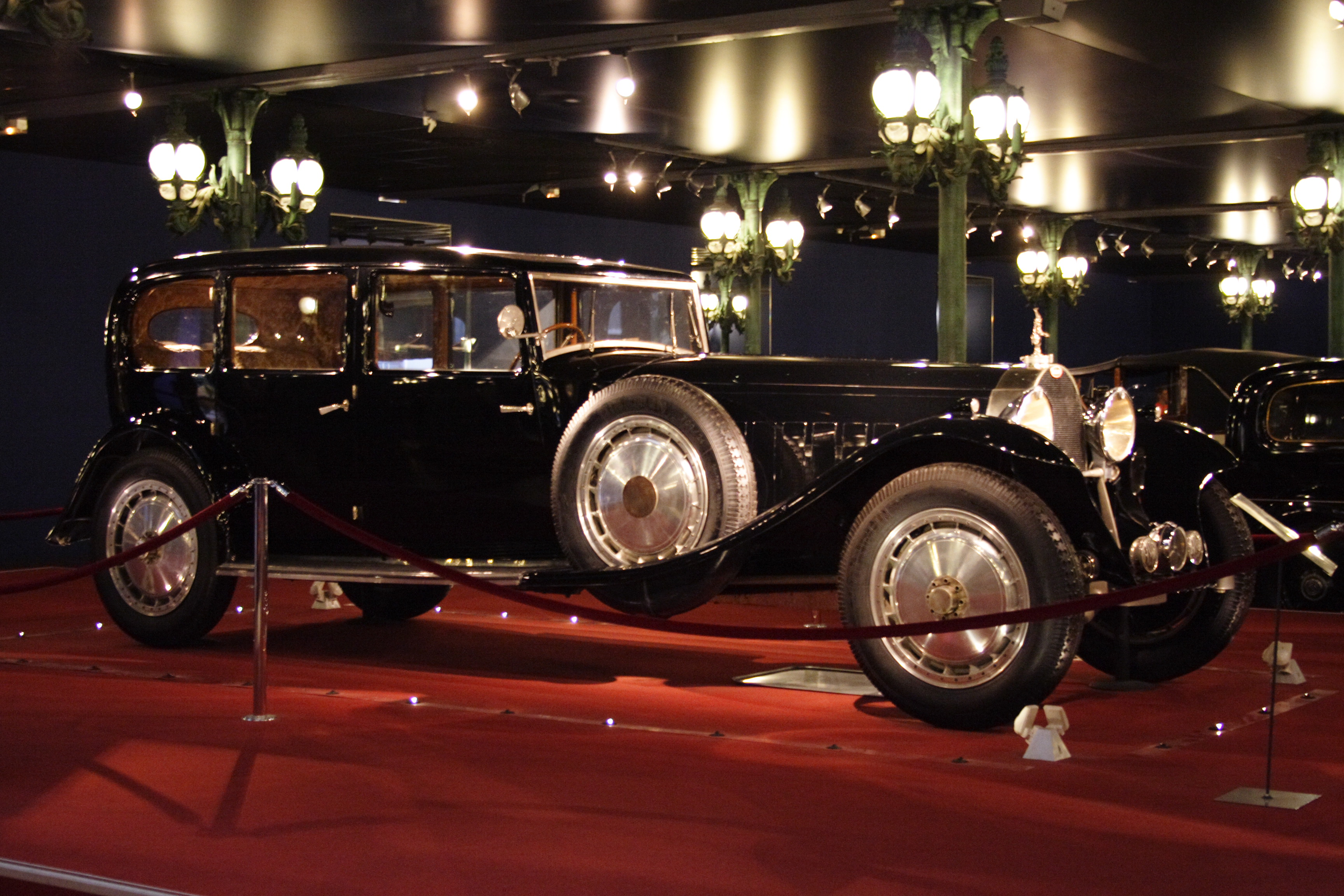
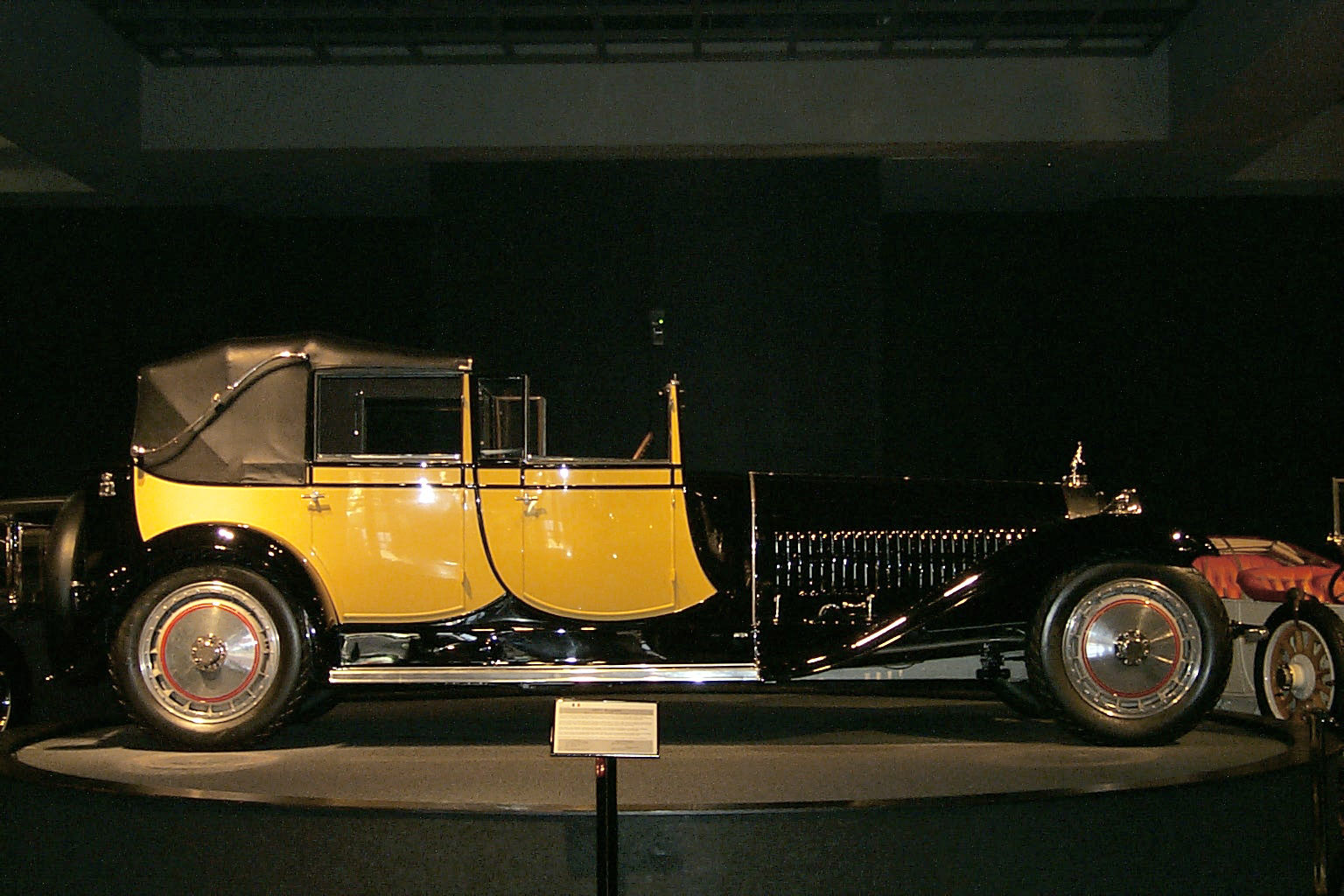
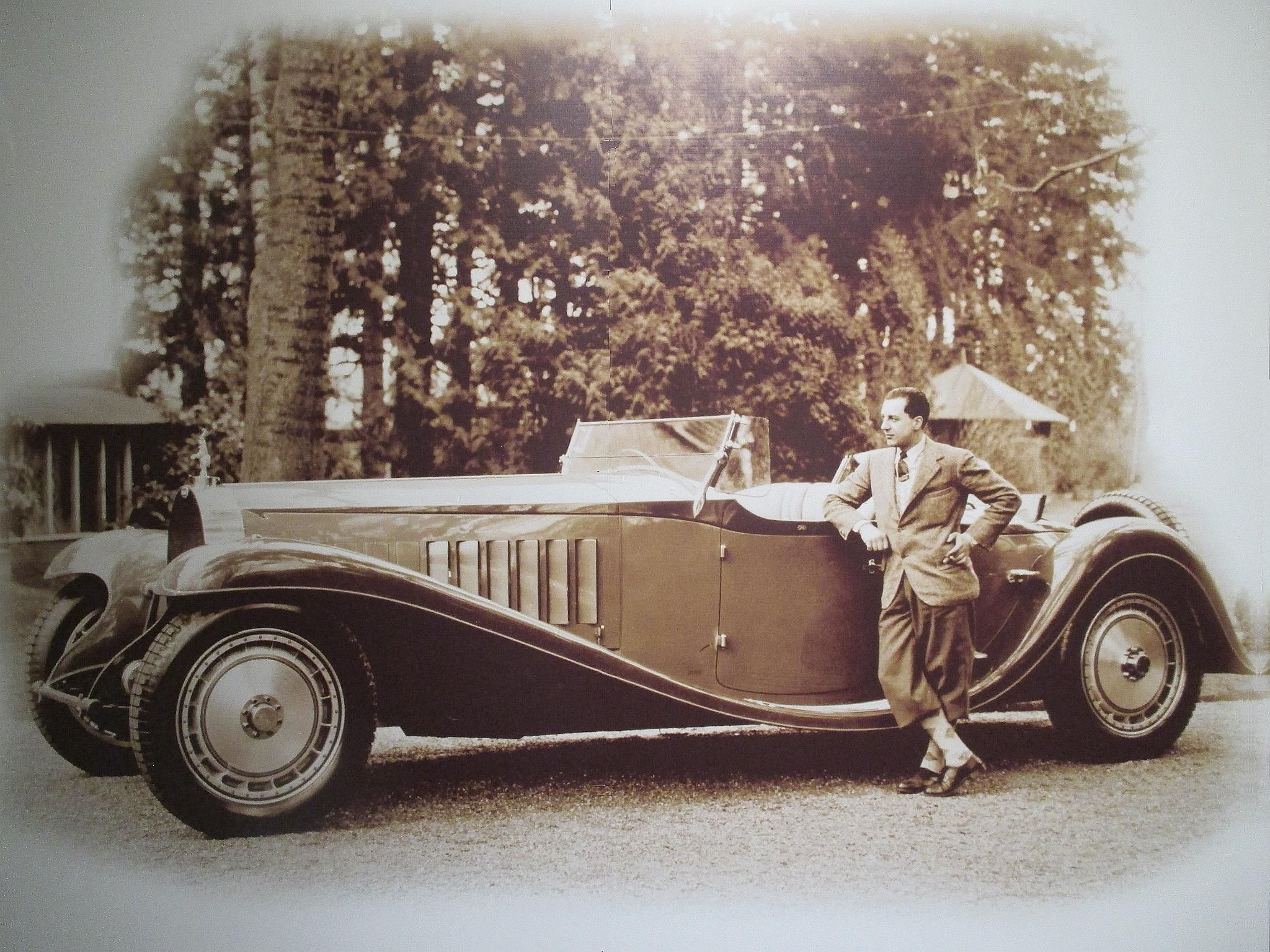

### 1931: Hispano-Suiza J12
Este automóvil de lujo se vendía desnudo, solo con el chasis y el motor. Todos los J12 fueron únicos. El motor era V12 a 60 grados. El bloque motor se mecanizaba a partir de un ladrillo de 313 kg. El cigüeñal giraba sobre siete cojinetes. Cada cilindro tenía dos válvulas accionadas por balancines desde un árbol de levas central. Según el diseñador, Marc Birkigt, esta solución (aparentemente menos sofisticada que los árboles de levas en culata) fue escogida como menos ruidosa. 
- En la película Borsalino&Co se puede admirar un Hispano-Suiza J12.[6]

### 1938: Hispano-Suiza H6B Dubonnet Xenia

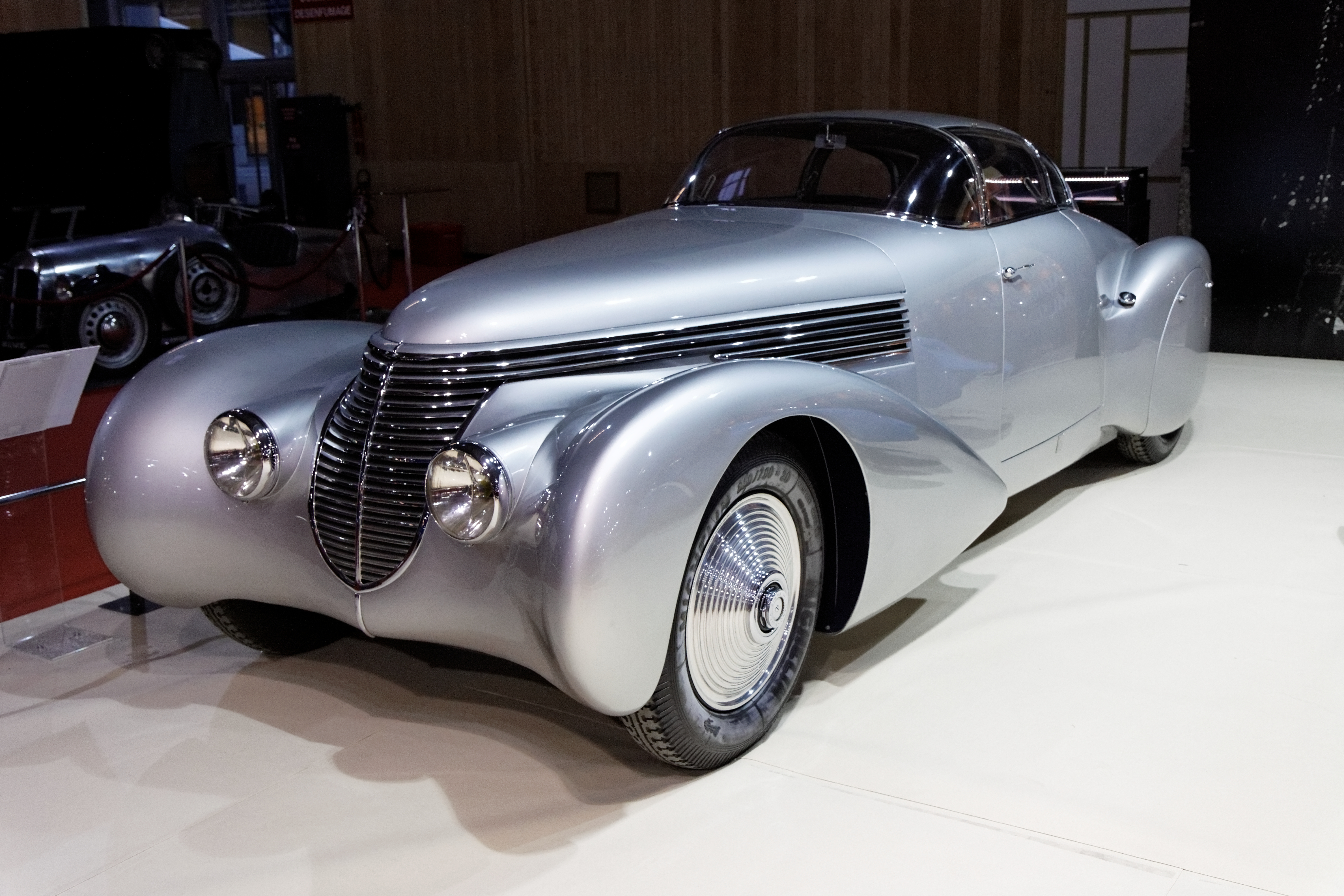
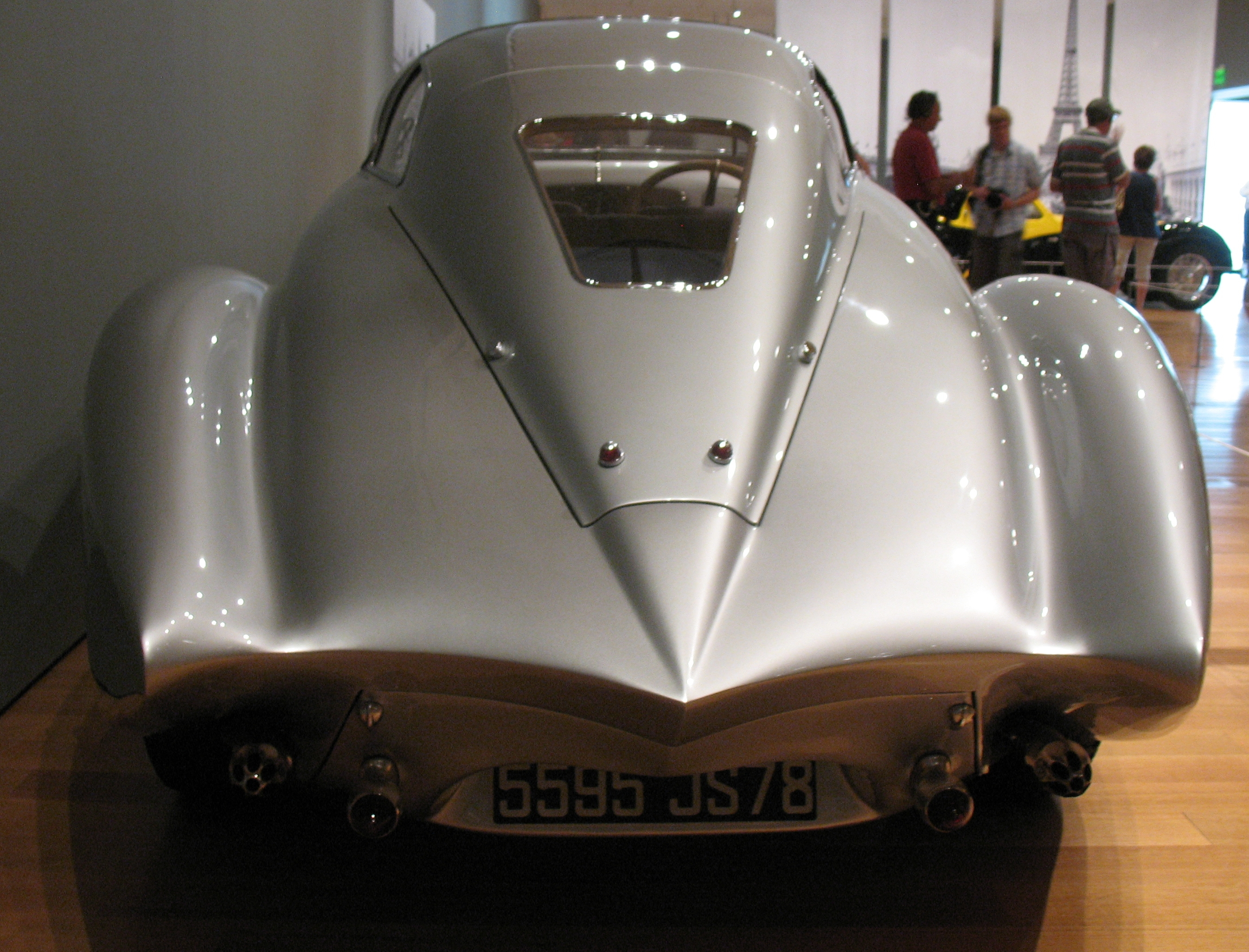

### 1938: Phantom Corsair
El Phantom Corsair fue construido como un sedán de dos puertas para seis pasajeros. Una carrocería futurista se montó sobre un chasis Cord 810. Este automóvil fue el resultado de la colaboración entre el joven Rust Heinz (heredero de los magnates de la industria alimentaria Heinz) y la firma de los carroceros Bohman & Schwartz. La mecánica elegida fue la del Cord 810 con un motor Lycoming V8 y tracción delantera.
- El habitáculo era muy lujoso según diseño imitando el arte deco
- Las puertas no tenían manijas y abrían eléctricamente. Entre otros instrumentos había un altímetro y un compás magnético . Un conjunto de pilotos ópticos indicaban si las puertas no estaban bien cerradas o si el receptor de radio estaba encendido.[9]

Las intenciones de fabricación quedaron sin efecto por la muerte del promotor Rust Heinz en accidente de coche.

### 2006: Ferrari P4 / 5 by Pininfarina
El estadounidense James Glickenhaus encargó a la firma Pininfarina una carrocería especial inspirada en el modelo de carreras P3. La base mecánica era la del modelo Ferrari Enzo. El resultado se designaría con la referencia Ferrari P4 / 5 by Pininfarina, autorizada por la casa Ferrari.

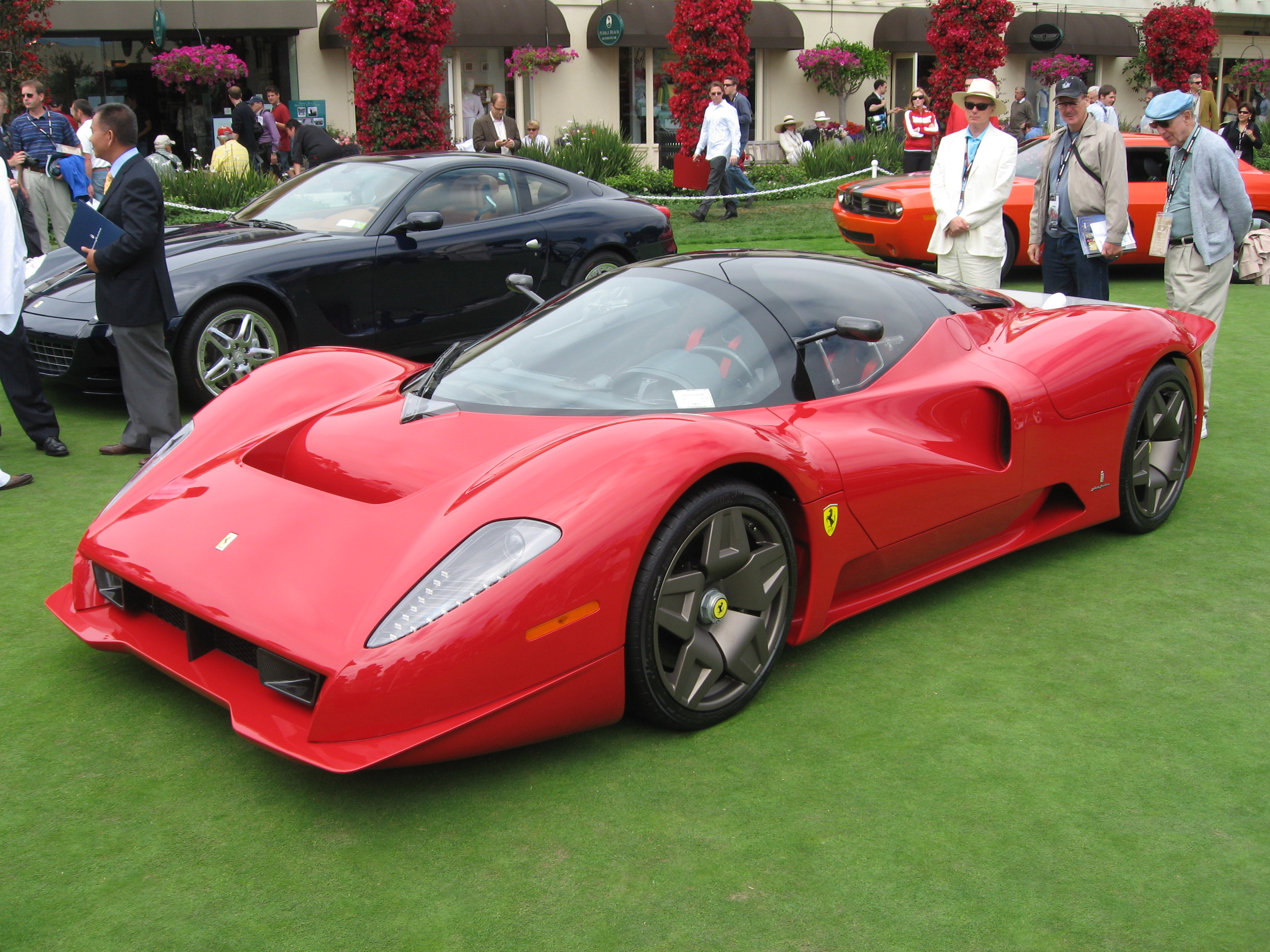
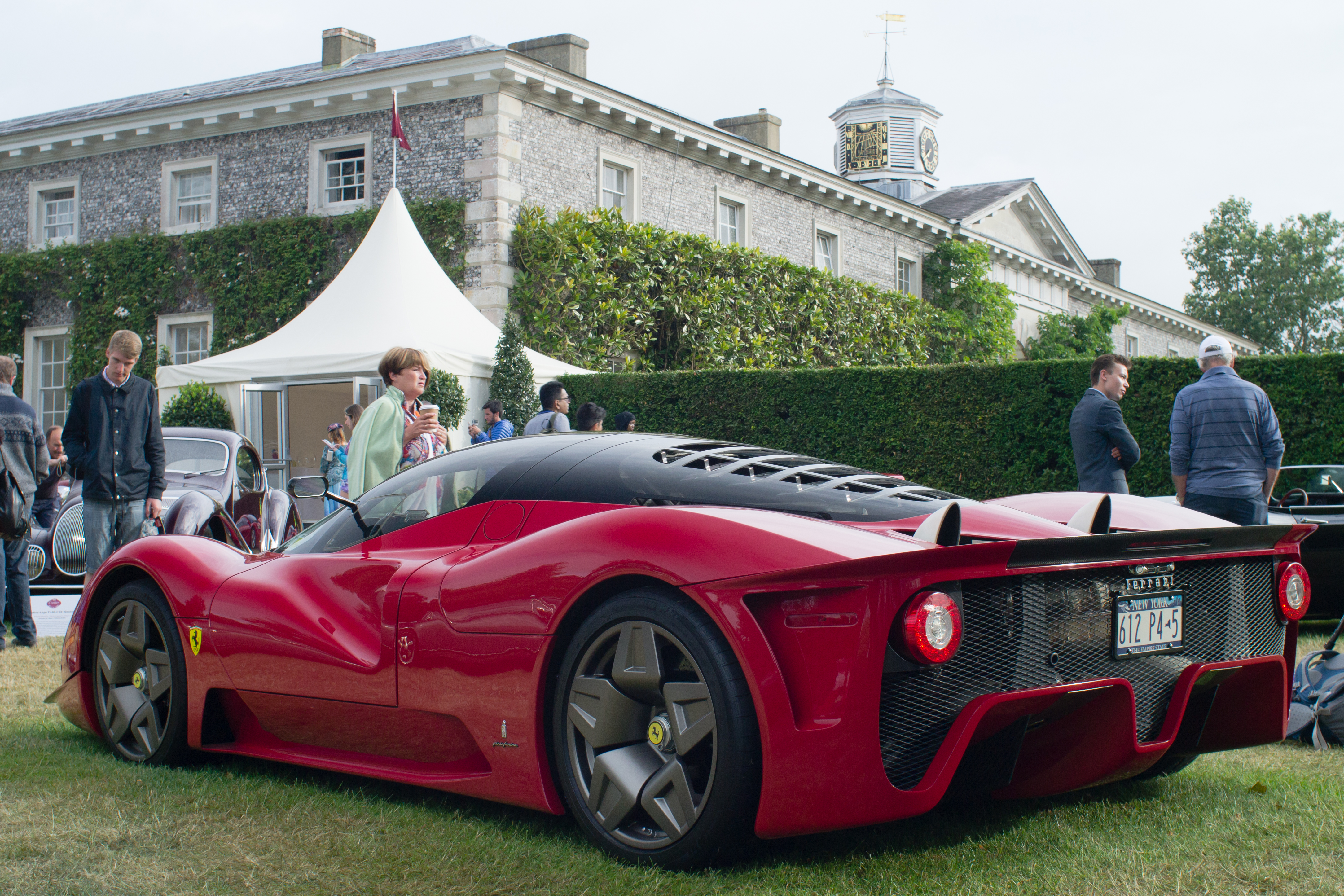
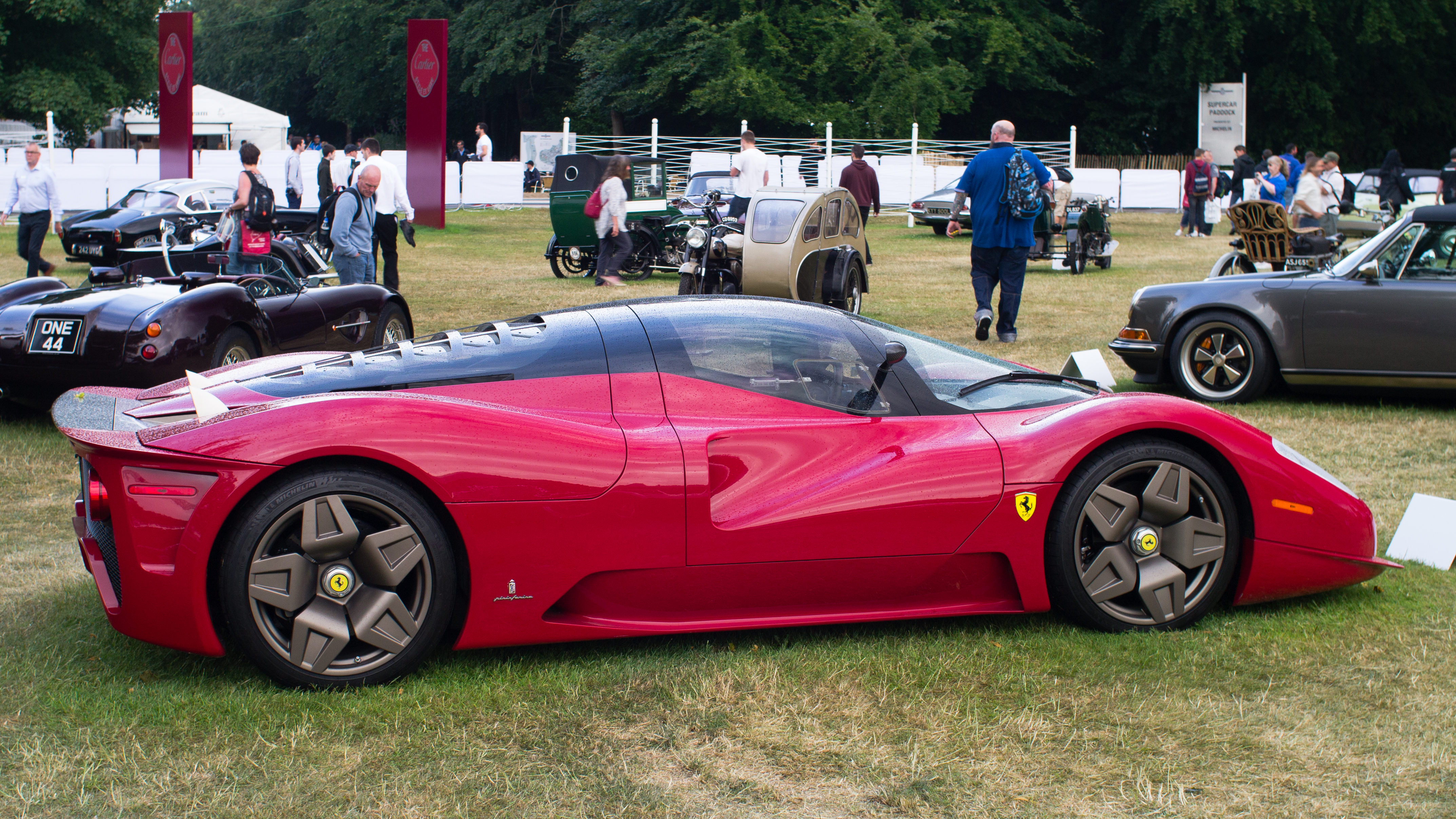

## Motocicletas

### 1955. Guzzi Otto cilindros

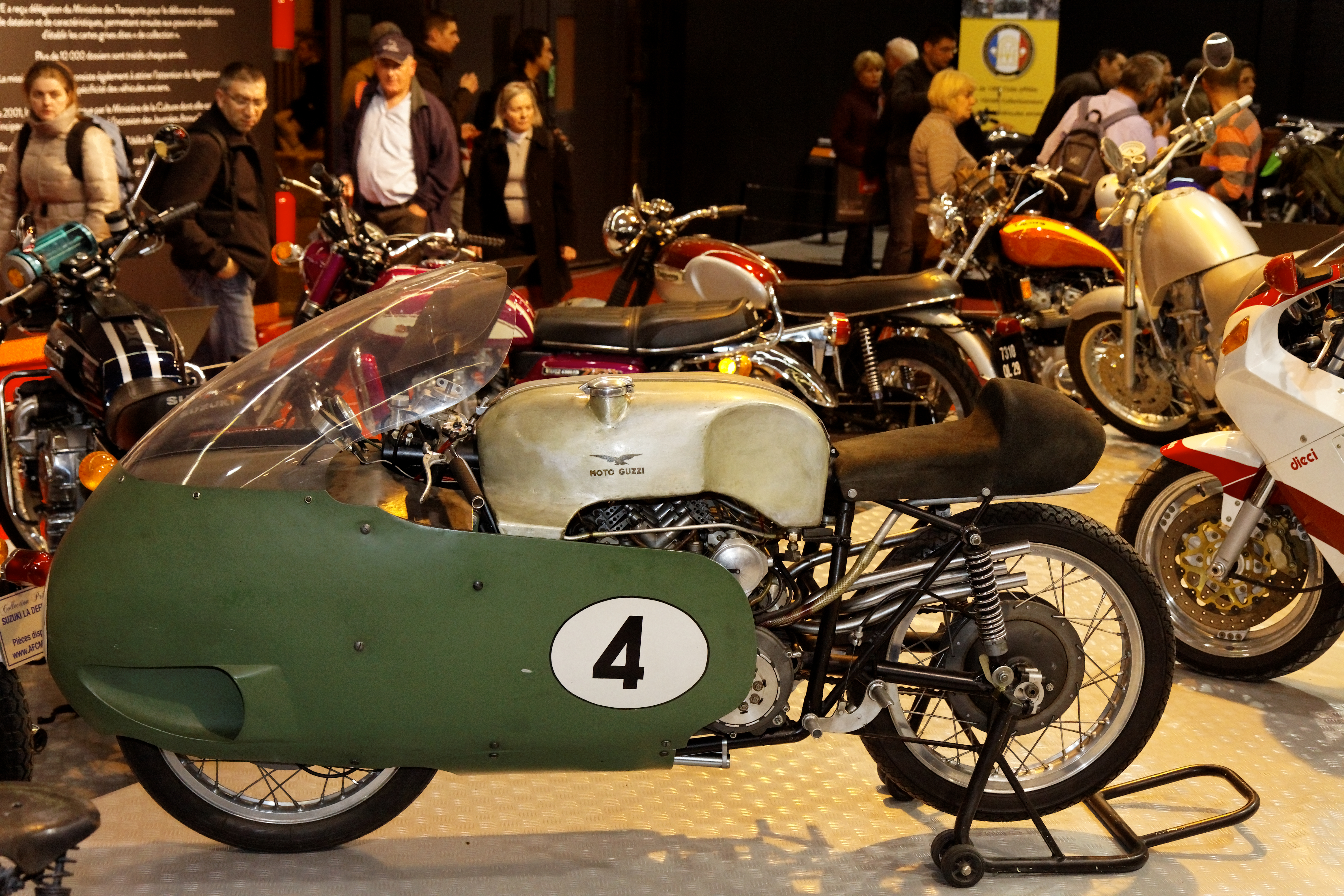
Moto Guzzi - Otto cilindros

El motor era un V8 de 500 cc enfriado por agua. Dos árboles de levas en culata (4 árboles en total) accionados por una cascada de ruedas dentadas. Ofrecía una potencia de 78 hp (58 kW) a 12000 rpm y pesaba 45 kg. Fue diseñado por el ingeniero Giulio Carcano. La motocicleta batió el récord de velocidad con una cifra de 280 km / h, marca de se mantendría durante 20 años.

### 1991. Britten V1000

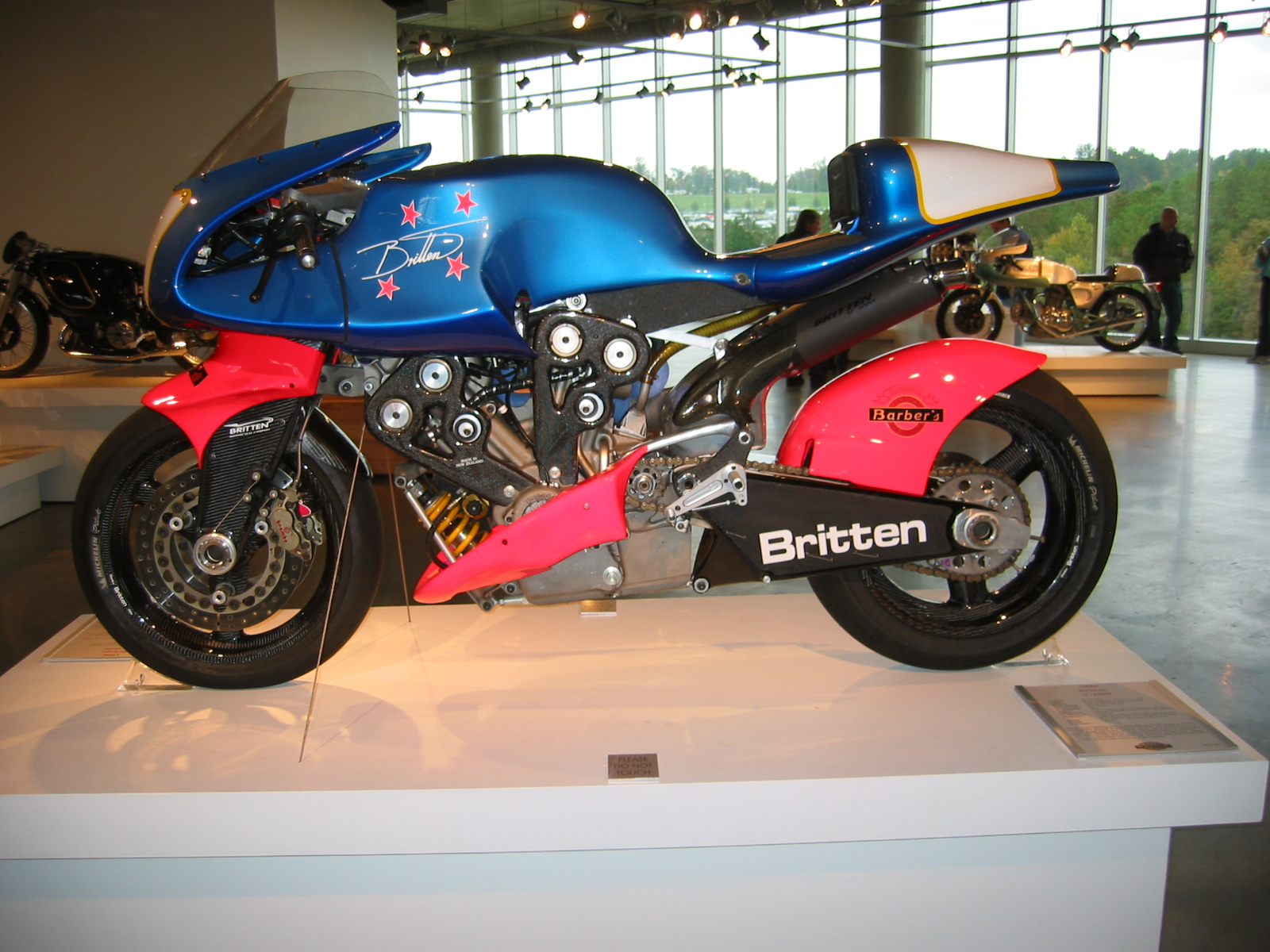
Britten V1000

Esta moto neozelandesa con unas soluciones muy poco convencionales demostró ser muy competitiva en carreras. Aparte del prototipo inicial se construyeron diez unidades con sensibles diferencias. 

## Aviones

### 1940. Grumman XF5F-1 Skyrocket.
Avión bimotor militar con una configuración especial.

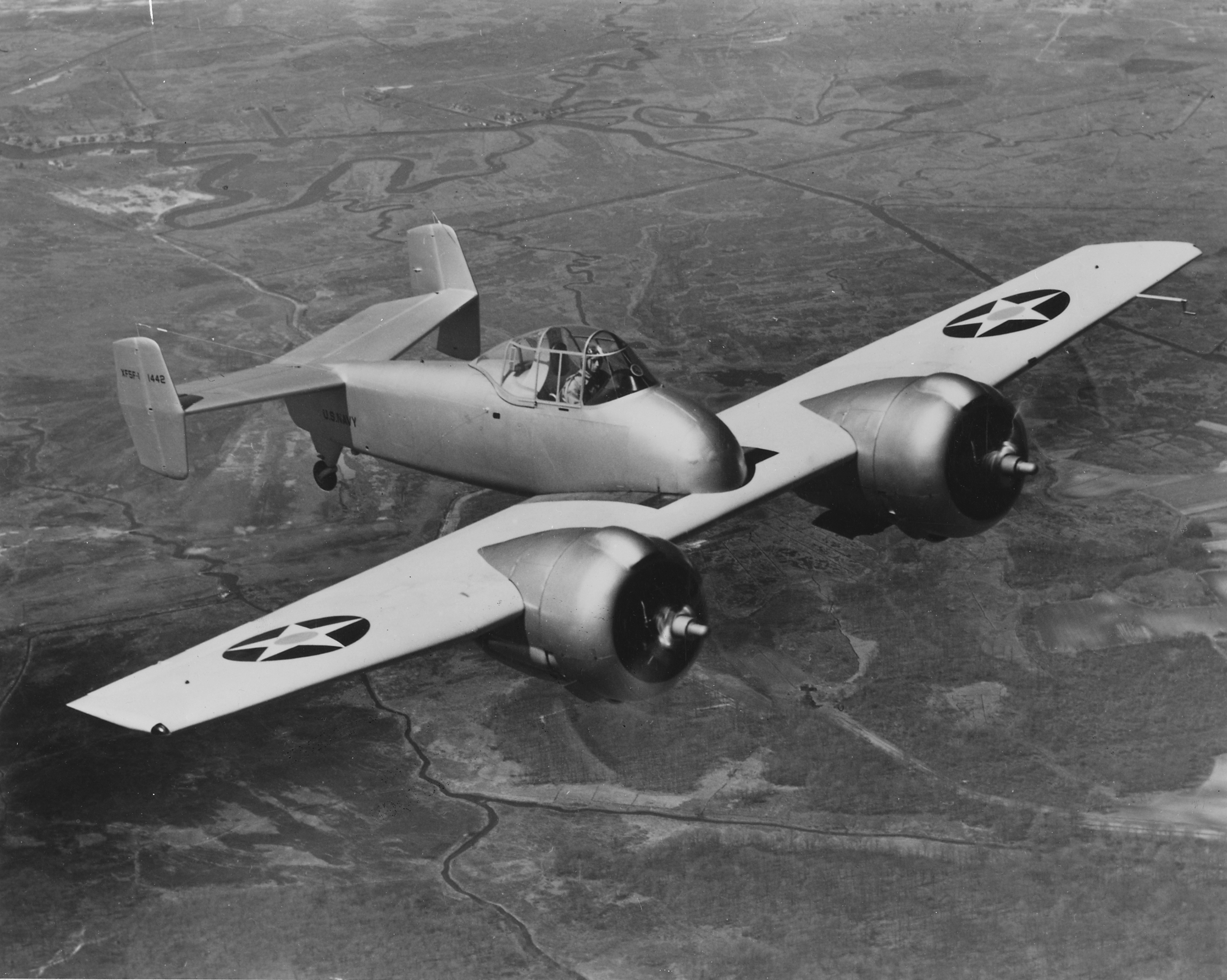
Grumman XF5F-1 Skyrocket.

## Dirigibles

### 1984. Dirigible White Dwarf
Dirigible de propulsión humana .   

## Barcos
La mayoría de los barcos son únicos. Las series, incluso las pequeñas series, son una rareza. El presente artículo solo presenta una muestra aleatoria de barcos interesantes por algún concepto. 

### 1.976. Bris II
Pequeño yate de 5.90 m de eslora diseñado y construido por Sven Yrvind (inventor del sextante Bris ). Velero y propietario protagonizaron numerosas travesías oceánicas.

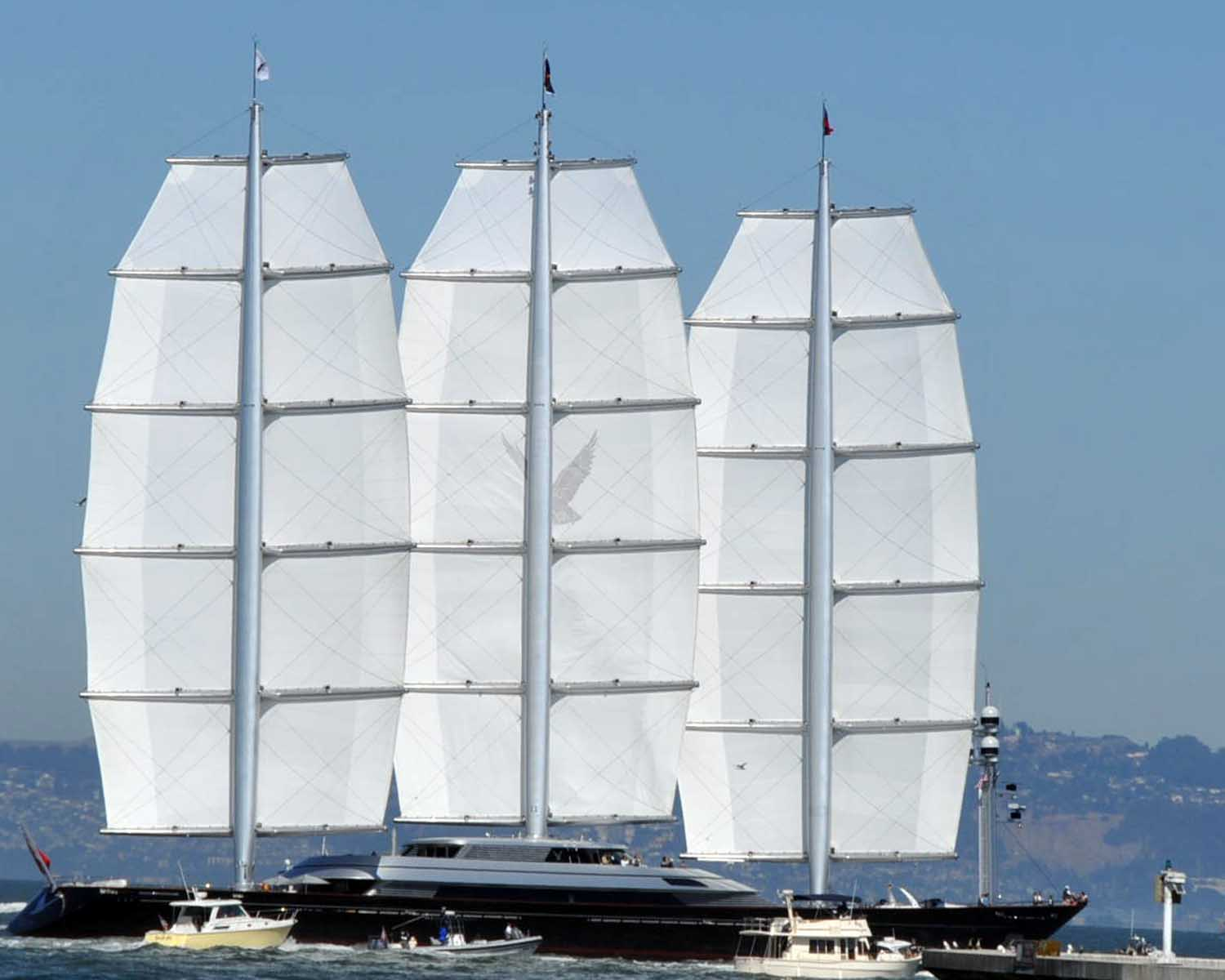
The Maltese Falcon navegando a toda vela (2008)

### 1990. The Maltese Falcon
Se trata de un yate de 80 m de eslora, 12.6 metros de abierta y un desplazamiento de 1240 toneladas. El aparato es tipo con tres mástiles auto-portantes. Las velas se izan (en rigor "se despliegan") desde el interior del mástil. La superficie vélica es de 2.396 metros cuadrados.

### 2005. Mega-yate Black Pearl
De aparato similar al del Maltese Falcon, su eslora es de 106.7 metros. El desplazamiento es de 2,864 toneladas y la superficie vélica 2600 metros cuadrados. Las velas incorporan celdas solares.